# Cyrille Hamilcaro
Cyrille Hamilcaro, né le 25 mars 1965 à Saint-Louis (La Réunion), est un homme politique français.

## Biographie

### Situation personnelle
Cyrille Hamilcaro naît à Saint-Louis le 25 mars 1965, d'un père ouvrier agricole et d'une mère femme au foyer.
Scolarisé au collège puis au lycée de Roches-Maigres jusqu'en 1983, il est délégué des élèves au conseil d'administration des deux établissements. Il est un co-organisateur des mouvements de grève des collégiens et des lycéens.  
Après ses études, il exerce en tant qu'éducateur spécialisé puis cadre territorial au conseil général de La Réunion.

### Parcours politique
Il est candidat pour la première fois aux élections municipales de 1989, en 24e position sur une liste divers droite. Il n'est pas élu, la liste sur laquelle il figure étant défaite par Claude Hoarau et n'obtenant que trois élus.
En 1992, il intègre le conseil départemental de l'Union pour la démocratie française (UDF), puis le conseil national l'année suivante. Il adhère ensuite au Nouveau Centre (devenu Les Centristes en 2016).
Il figure en position non éligible sur la liste conduite par Pierre Lagourgue, ancien président du conseil régional de La Réunion, lors des élections régionales de 1992.
Candidat en quatrième position sur une liste de centre droit lors des élections municipales de 1995, il est élu conseiller municipal de l'opposition à Saint-Louis. Il devient ensuite conseiller régional en 1998, élu en troisième position sur la liste centriste « La Relève », conduite par Jean-Paul Virapoullé.
En 2001, il est élu conseiller général dans le canton de Saint-Louis-1 en battant Roger Hoarau, 3e vice-président du conseil régional et ancien conseiller général du canton. Le même jour, il remporte le second tour des élections municipales à Saint-Louis face à Guy Éthève, maire communiste sortant.
Réélu conseiller général en 2004 en battant Claude Hoarau au second tour, il devient 3e vice-président du conseil général de La Réunion jusqu'en 2008.
Le 18 avril 2007, il est mis en examen pour recel d’escroquerie dans l'affaire des terrains agricoles de Saint-Louis. Il peut de nouveau siéger au conseil municipal le 14 mai 2008, à la suite de la levée de l'interdiction, la cour d'appel ayant répondu favorablement à sa demande de levée partielle du contrôle judiciaire. Le 2 juin 2008, il est à nouveau placé en garde à vue à la suite d'irrégularités dans des marchés d'aménagement.
À la suite des élections municipales de 2008, il n'est pas réélu maire de Saint-Louis, au profit de Claude Hoarau, mais devance ce dernier dans le canton de Saint-Louis-1, le secteur de La Rivière faisant la différence. Réélu conseiller général, il est l'auteur du livre Le Racisme en campagne.
Le 24 août 2009, il annonce lors d'une conférence de presse sa candidature aux élections municipales partielles à Saint-Louis. Il est battu par Claude Hoarau.
Cyrille Hamilcaro se représente aux élections municipales de 2014. Réélu maire de Saint-Louis, il annonce néanmoins sa démission le 11 juin 2014, quelques semaines après sa victoire. Quelques heures plus tard, la Cour de cassation rejette son pourvoi dans l'affaire dite « Surgine Fontaine », le condamnant à cinq ans d'inéligibilité, 40 000 euros d'amende et deux ans de prison avec sursis.
Il échoue à récupérer le fauteuil de maire lors des élections municipales de 2020, sa liste étant devancée au second tour par celles de Juliana M'Doihoma et de Claude Hoarau, avec 24,3 % des suffrages exprimés (soit 6 596 voix).